# Phorocerosoma aurea
Phorocerosoma aurea är en tvåvingeart som beskrevs av Sun och Chao 1994. Phorocerosoma aurea ingår i släktet Phorocerosoma och familjen parasitflugor.
Artens utbredningsområde är Guizhou (Kina). Inga underarter finns listade i Catalogue of Life.